# Espero Katolika
Espero Katolica est un magazine catholique d'espéranto, publié par l'Association catholique internationale d'espéranto.
Publié pour la première fois en 1903 , hormis les interruptions pendant les deux guerres mondiales il est toujours publié. C'est le plus ancien journal d'espéranto encore publié aujourd'hui.
Son fondateur est le curé Emile Peltier , de Tours ( France ), qui publia le premier numéro en octobre 1903 et fut l'âme du journal jusqu'en 1908. Plus tard, jusqu'en 1911, il fut edite par Claudius Colas, de Paris. De 1911 à 1923, il a été édité par J. Smulders, aux Pays-Bas (en 1921 F. Meshtan de Vienne ), puis de 1924 à 1932 par G. Ramboux à Paris, et à partir de 1932 Joan Font i Giralt d'Espagne.
Son format en 1933 était de 27x18, avec des numéros de page variables.
Déjà dans le premier numéro, il y avait un appel emphatique : « Pour le neutralisme !" ; Espero Katolika est toujours resté un défenseur, voire souvent « militant », du dogme et de l'Église catholiques. La revue parut toujours avec l'approbation des autorités ecclésiastiques et obtint trois fois la bénédiction apostolique du pape.
L'éditeur actuel est Carlo Sarandrea.